# Czech Publisher Exchange
Czech Publisher Exchange z.s.p.o. je sdružení českých provozovatelů online médií, které inzerentům od roku 2013 zpřístupňuje reklamní plochy pomocí technologie RTB. Vzhledem k měsíčnímu zásahu 4,5 miliónu českých uživatelů představuje sdružení největší nabídku reklamních ploch na českém trhu RTB.
RTB je obchodní model prodeje reklamy, kdy každá imprese je dodávána v reálném čase automatickými systémy podle vhodnosti pro danou cílovou skupinu. V RTB modelu je často využíváno geografického, jazykového nebo behaviorálního cílení reklamy podle předchozí aktivity a zájmu uživatelů. Podíl RTB prudce roste, podle SPIR jde o nejvyšší růst v segmentu display reklamy.
Pro zpracování osobních údajů návštěvníků svých stránek (údaje podle směrnice GDPR) používá sdružení nástroj Consent Management Platform (CMP).
CPE tak centralizuje a spravuje transparentnost pro souhlas a námitky uživatelů webových stránek. Aplikace CMP může číst a aktualizovat právní základ prodejce digitální reklamy v rámci webu, aplikace nebo jiného digitálního obsahu vydavatele. Prodejci deklarují svůj právní základ a účel přístupu k zařízení nebo prohlížeči uživatele nebo zpracování osobních údajů v Globálním seznamu dodavatelů (GVL, Global Vendor List).

## Sdružení
Členy a partnery sdružení jsou
- Czech News Center
- Economia
- FTV Prima
- Impression Media
- Internet Info
- MAFRA
- Mladá fronta
- POMO Media Group
- Vltava Labe Media

## Weby sdružení CPEx
Sdružení CPEx dodává RTB reklamu pro cca 250 webů/domén (stav leden 2021).